# Kiro Gligorov
Kiro Gligorov (in macedone Киро Глигоров?, per intero Kiril Blagoev Gligorov, in macedone Кирил Благоев Глигоров?; Štip, 3 maggio 1917 – Skopje, 1º gennaio 2012) è stato un politico macedone.
È stato il primo presidente democraticamente eletto della Repubblica di Macedonia.

## Biografia
Si laureò alla facoltà di giurisprudenza all'Università di Belgrado e fu partecipe nella lotta antifascista del popolo macedone nel 1941. Quando cercò di ricoprire la professione di avvocato nel 1942, Kiro Gligorov firmò dei documenti dichiarando l'appartenenza all'etnia bulgara. Questi documenti furono ottenuti dalle autorità locali di Skopje e Štip, che si trovavano sotto il controllo della Bulgaria dal 1941 al 1944.
Prese parte alla formazione dello stato della Repubblica di Macedonia come segretario del Comitato delle Iniziative per l'organizzazione dell'Assemblea Antifascista per la Liberazione Nazionale della Macedonia (ASNOM) e un commissario delle finanze nel Presidio dell'ASNOM.
Ha ricoperto varie cariche nella politica della Jugoslavia socialista, compresa quella di segretario di stato per le finanze nel Consiglio federale esecutivo, di membro della Presidenza jugoslava e di Presidente dell'Assemblea della Repubblica Federativa Socialista di Jugoslavia. Nel 1991 divenne il primo presidente della Repubblica di Macedonia, eletto dopo i cambiamenti verso la democrazia. Rimase in carica per due mandati, dal 27 gennaio 1991 al 19 novembre 1999. Venne rieletto per il secondo mandato il 19 novembre 1994. Egli guidò il paese verso l'indipendenza e provò a mantenerlo al di fuori delle guerre che sconvolgevano le altre repubbliche ex jugoslave, compito reso difficile dalle dispute con la Repubblica Federale di Jugoslavia, l'Albania, la Bulgaria e soprattutto la Grecia.
Il 3 ottobre 1995 fu vittima di un attentato a Skopje: l'automobile su cui stava viaggiando venne danneggiata dall'esplosione di un'altra automobile parcheggiata nelle vicinanze. Secondo il giornale croato Vjesnik l'autobomba era armata di una mina da terra, del tipo usato dall'esercito jugoslavo. Nel 1995 il ministro degli interni della Repubblica di Macedonia Ljubomir Frckovski affermò pubblicamente che "una potente compagnia multinazionale di un paese vicino" era dietro il tentato assassinio di Kiro Gligorov con i media macedoni che sospettavano della compagnia bulgara Multigroup. Dopo l'incontro del capo della Multigroup, Ilija Pavlov, e Gligorov a Ocrida, Pavlov assicurò all'allora Presidente della Repubblica di Macedonia che tutto ciò era falso. Tutte le indagini furono inutili.
Alcuni giorni prima il tentato assassinio Gligorov si incontrò con Slobodan Milošević. Alla fine i due presidenti non raggiunsero un punto di vista comune né il dialogo ebbe qualche frutto, portando avanti la speculazione che il leader jugoslavo fosse coinvolto nel tentato assassinio. Gligorov rimase incapace di ricoprire la carica fino al 17 novembre 1995. Gligorov ne è rimasto permanentemente cieco da un occhio. Stojan Andov ricoprì la carica di presidente ad interim durante la convalescenza ed il recupero di Gligorov.
Le elezioni del successore di Gligorov ebbero luogo solo pochi giorni dopo la fine del suo mandato, e poiché i risultati rimasero dubbi e vennero contestati, Boris Trajkovski non entrò in carica prima del mese successivo.
È scomparso il giorno di Capodanno del 2012 all'età di 94 anni.